# دولت فهمي
دولت فهمي هي مدرسة وثورية مصرية،  من المنيا. انتقلت للعيش في القاهرة وعملت ناظرة بمدرسة الهلال الأحمر القبطية للبنات. وبجانب عملها بالمدرسة، كان لها دورا كبيرا في ثورة 1919 حيث كانت تعمل مع التنظيم السري للثورة والذي أطلق عليه اليد السوداء. وكان عملها السري سبباً أساسياً في أن أحداً لم يعرف من هي دولت فهمي، فقد كان العمل كله يتم في سرية تامة.

## دورها في التنظيم السري للثورة
كان ذلك التنظيم السري أو اليد السوداء تحت قيادة عبد الرحمن فهمي وأحمد ماهر. وهدفه الأساسي تخويف المحتلين الإنجليز والخائنين من المصريين. وذلك عن طريق اغتيال بعض جنود الاحتلال وإرهاب بعضهم وإرسال التهديدات لهم. ومن أعمال تنظيم اليد السوداء أيضاً محاولات اغتيال بعض الوزراء المصريين لأنهم قبلوا وجود حكومة في ظل الاحتلال ومنهم محمد سعيد و يوسف وهبه ومحمد توفيق نسيم. وكان لدولت دوراً كبيراً في هذا التنظيم، فقد كانت تقوم بطباعة المنشورات الثورية الحماسية وتوزيعها مع زملاء لها في التنظيم. فكانت تلك المنشورات تلهب حماس الشعب وتشجعه على الاستمرار في ثورته ولم يتمكن أحد من معرفة مصدرها. كما شاركت دولت في المظاهرات النسائية التي خرجت للمرة الأولى في ثورة 1919 وكان لها أثراً فعالاً.

## دولت فهمي وعبد القادر شحاتة
كان من معتقدات الثورة أنه لا يجوز لمواطن مصري أن يقبل رئاسة الوزراء في ظل الحماية البريطانية لأن ذلك يعتبر خيانة للوطن. ولكن فوجئت الثورة بأن محمد شفيق باشا قبل ان يكون وزيراً للأشغال و الحربية والزراعة فقرر التنظيم السري قتله وكلف عبد القادر شحاتة بذلك. كان شحاتة شاباً في الحادي والعشرين من عمره وكان له دور في أعمال ثورية سابقة مثل طبع المنشورات وإشعال الثورة في المنيا. في اليوم الثاني والعشرين من فبراير عام 1920 قام عبد القادر شحاتة بتنفيذ العملية متنكراً في ملابس عامل العنابر. جاء زميل له وسلمه القنبلة ومسدسان ولكن بعد ان رمى القنبلة لم يمت الوزير. هرب شحاتة إلى شارع النزهة ووصل إلى مدرسة قبطية فجائت دولت فهمي ناظرة المدرسة وطلبت مسدسه وقامت بإخفائه. وكتب شحاتة بعد ذلك في مذكراته أنه تعجب من شجاعة تلك السيدة التي أظهرت ثباتاً في ذلك الموقف الصعب.

## تضحيتها
تم القبض على شحاتة واعترف أنه كان ينوي قتل الوزير لقبوله الوزارة. وعندما أراد المحققون ان يعرفوا أين كان يبيت قبل محاولة الاغتيال، فوجئ برسالة تصله من التنظيم السري تخبره أن دولت فهمي ستأتي وتشهد بأنه كان يبيت في بيتها ويجب عليه أن يعترف بنفس الشيء. وبالرغم من خطورة هذه الشهادة على سمعة دولت إلا أنها قبلت تلك التضحية. ويقول شحاتة في مذكراته أن النائب العام أصدر قراراً فورياً بالقبض على دولت وعندما دخلت عليهم أقبلت على شحاتة وقبّلته وأعلنت أنه كان يبيت عندها لأنه عشيقها وأنهما كانا يكتمان هذا الأمر خوفاً على سمعتها. والحقيقة أن دولت لم تكن رأت شحاتة قبل يوم محاولة الاغتيال، ولكنها مع ذلك رفضت أن تغير أقوالها حتى بعد أن هددها الإنجليز بوسائل مختلفة.

## وفاتها
خرج شحاتة من سجن طرة عام 1924 بعد أربع سنوات. بعد خروجه، بحث عن دولت في كل مكان وسأل عنها زعماء التنظيم السري، وكان يشعر أنه يحبها بعد موقفها معه ويجب أن يتزوجها. وفي النهاية علم أن أهلها قتلوها عندما سمعوا باعترافها بأن رجلاً كان يبيت عندها. ولم يعلموا أن ابنتهم بريئة ولكنها قامت بتضحية من أجل وطنها.